# Heinrich Braun
Heinrich Braun ( Berlín, 1851 - ibíd., 1920) fue un botánico alemán.
- La abreviatura «Heinr.Braun» se emplea para indicar a Heinrich Braun como autoridad en la descripción y clasificación científica de los vegetales.[1]